# Anne-Aymone Giscard d’Estaing

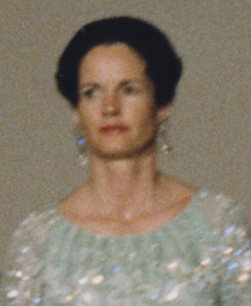
Anne-Aymone Giscard d’Estaing (1976)

Anne-Aymone Giscard d’Estaing (* als Anne-Aymone Marie Josèphe Christiane Sauvage de Brantes am 10. April 1933 im 8. Arrondissement von Paris) war Première Dame Frankreichs von 1974 bis 1981 während der Präsidentschaft ihres Mannes Valéry Giscard d’Estaing.
Ihr Vater François Sauvage de Brantes starb 1944 im Konzentrationslager Mauthausen.
Nach Giscard d’Estaings Amtszeit äußerte sie, dass sie in der Zeit seiner Präsidentschaft den Beruf „Public Relations des Präsidenten“ ausgeübt habe. Diese Rolle als Präsidentengattin war in Frankreich neu; so löste ihre Teilnahme an der Neujahrsansprache Giscards Ende 1975 Kritik aus.
Anne-Aymone Giscard d’Estaing organisiert jedes Jahr einen glanzvollen Wohltätigkeitsabend in Schloss Versailles zu Gunsten der von ihr gegründeten Kinderstiftung Fondation pour l'Enfance.